# 比德巴赫
比德巴赫是德国巴登-符腾堡州的一个市镇。总面积31.36平方公里，总人口1748人，其中男性899人，女性849人（2011年12月31日），人口密度56人/平方公里。